# Iberacritus ortunoi
Iberacritus ortunoi är en skalbaggsart som beskrevs av Yélamos 1994. Iberacritus ortunoi ingår i släktet Iberacritus och familjen stumpbaggar. Inga underarter finns listade i Catalogue of Life.